# 李含光
李含光（683年—769年），又稱玄靜先生，广陵江都人（今江苏扬州），唐朝道士，道教上清派茅山宗第十三代宗师。

## 生平
本姓弘，武则天时避讳，改为李氏。父亲弘孝威，儒者，州里号贞隐先生，与天台山司马承祯为方外之交。李含光年十三，辞家奉道。十八岁师事同邑李先生，游艺数年。神龙（705～707）初，度为道士，居龙兴观。精老、庄、周易。开元十七年（729年）从司马承祯于王屋山，传受道法。唐玄宗得知含光继承司马承祯道法，下诏让他居王屋山阳台观以继之。一年多后，李含光请求回茅山去编纂经法。此后玄宗多次征召，他都谢病不出。天宝四载（745年）冬，玄宗再次命中官赍玺书徵之，入朝后要拜他为师，传授道法，他以足疾推辞，玄宗无奈只好让他返回茅山紫阳观。天宝六载（747年）含光回到茅山，山中原有上清真人许谧、杨羲、陶弘景自写经书，历代传宝，真经秘箓多有散落，含光奉诏搜求完整后，进献给皇帝。天宝七载春，玄宗又欲受《三洞真经》，乃遥拜李含光为玄师，尊为玄静先生，并刻石于华阳洞以记。同年夏五月，紫阳观东陶弘景炼丹处，忽生芝草八十一茎，含光图写芝形奏闻，被下诏以紫阳观侧近二百户，太平、崇玄两观各一百户，并蠲其官徭，以供香火。秋七月，含光又被征至京，居道观以养病。天宝九载春，辞归茅山。其年夏六月，先前生灵芝之所，又产三百馀茎。含光又图而奏之。是岁冬，又徵含光，於紫阳别院馆之。十载秋，含光又恳辞告老，玄宗御制序诗饯别。十一载，含光奉诏，与门人韦景昭等，於紫阳之东郁冈山，别建斋院。
从陶弘景传法于王远知，再传潘师正，再传司马承祯，至李含光已是五代，其所传大正真法，让茅山宗成为天下道学第一宗门。大历四年冬十一月十四日（769年12月16日）遁化於茅山紫阳之别院，年八十七，数千门人前来奔丧，将他葬于茅山雷平山之西面。含光幼年，颇工篆籀，尤善于隶书。却因被人称赞“贤於其父”，此后就投笔不书。直到玄宗下诏让山人王旻诣紫阳观请李含光书写楷书上经一十三纸，以备杨羲、许谧之阙。著有《仙学传记》、《真经》、《本草》、《音义》两卷、《三玄異同論》、《周易義略》及《老莊學說》等書。
唐肃宗多次褒奖李含光，称他「久契真要，深通玄微，游逍遥之境，得朝彻之道。」颜真卿与李含光门人韦景昭、郭闳、中林子殷淑、遗名子韦渠牟等相交，派遣道士刘明素请他撰写了《有唐茅山玄靖先生广陵李君碑铭并序》一文。现在存世有秘书郎河东柳识所撰、大理司直吴郡张从申书写的《唐茅山紫阳观玄静先生碑并序》，碑原在江苏句容，明嘉靖三年遭火毁。前有“李阳冰篆额”五字，后有大字“大历七年八月十四日建”十字。

## 弟子
- 唐若倩
- 韦景昭，茅山宗第十四代宗师
- 孟湛然
- 郭闳、
- 殷淑，道号中林子，李白有《五松山送殷淑》、《三山望金陵·寄殷淑》、《送殷淑三首》诗。
- 韦渠牟，为道士，自号遗名子，又为僧，法名尘外。